# Podenii Noi
Podenii Noi község és falu Prahova megyében, Munténiában, Romániában.  A hozzá tartozó települések: Ghiocel, Mehedința, Nevesteasca, Podu lui Galben, Popești, Rahova, Sălcioara, Sfăcăru és Valea Dulce.

## Fekvése
A megye középső részén található, a megyeszékhelytől, Ploieștitől, harmincegy kilométerre északkeletre, a Lopatna és Oghiza patakok mentén, a Szubkárpátok dombságain.
A falvak két vonalban helyezkednek el, északi irányban, a Lopatna patak mentén Podu lui Galben, Sfăcăru, Podenii Noi, Valea Dulce és Popești falvak sorakoznak, illetve déli irányban, egy domb körül Ghiocel, Mehedința, Nevesteasca és Sălcioara falvak.

## Történelem
A 19. század végén a község Prahova megye Podgoria járásához tartozott és Ghiocel, Mehedința, Rahova, Nevesteasca, Popești, Valea Dulce, Podenii Noi, Sfârcaru valamint Păcăloaia falvakból állt. Utóbbi Sălcioara falu régi neve volt. Lakossága ekkoriban 3760 fő volt. A községnek volt egy iskolája valamint hat temploma: a Podenii Noi-it 1827-ben építették, a Ghiocel-it 1841-ben, a Mehedința-it 1861-ben, a Rahova-it 1832-ben, a Popești-t 1857-ben és a Valea Dulce-it 1807-ben szentelték fel.
A két világháború között már Podul lui Galben falu is a község része volt, melynek így összesen 4614 lakosa volt.
1931-ben Ghiocel, Mehedința, Nevesteasca, Păcăloasa, Rahova valamint Sfăcărău falvak kivált és létrehozták Mehedința községet. Podenii Noi község ekkor csupán Podenii Noi, Podul Galben, Popești és Valea Dulce falvakból állt.
1950-ben, közigazgatási átszervezés során, Prahova megyét megszüntették. Gornet ekkor a Prahova-i régió Teleajen rajonjához került, 1952-en pedig a Ploiești régióhoz csatolták.
1964-ben Păcăloaia falu felvette a Sălcioara nevet. 1968-ban, az újabb átszervezés után, Podenii Noi község az ismét létrehozott Prahova megye része lett. Mehedința községet ekkor megszüntették és falvait ismét Podenii Noi irányítása alá helyezték.

## Lakossága
| Nemzetiségek | 2002 | 2002   |
| ------------ | ---- | ------ |
| Románok      | 4540 | 96,08% |
| Romák        | 182  | 3,85%  |
| Magyarok     | 2    | 0,04%  |
| Németek      | 1    | 0,02%  |
| Összesen     | 4725 | 100,0% |